# Subprefettura di Vila Maria-Vila Guilherme
La Subprefettura di Vila Maria-Vila Guilherme è una subprefettura (subprefeitura) della zona centrale della città di San Paolo in Brasile, situata nella zona amministrativa Nordest.

## Distretti
- Vila Maria
- Vila Guilherme
- Vila Medeiros